# King (North Carolina)
King is een plaats (city) in de Amerikaanse staat North Carolina, en valt bestuurlijk gezien onder Forsyth County en Stokes County.

## Demografie
Bij de volkstelling in 2000 werd het aantal inwoners vastgesteld op 5952.
In 2006 is het aantal inwoners door het United States Census Bureau geschat op 6578, een stijging van 626 (10,5%).

## Geografie
Volgens het United States Census Bureau beslaat de plaats een oppervlakte van
13,5 km², geheel bestaande uit land. King ligt op ongeveer 328 m boven zeeniveau.

## Plaatsen in de nabije omgeving
De onderstaande figuur toont nabijgelegen plaatsen in een straal van 16 km rond King.